# Charles H. Bonesteel Jr.

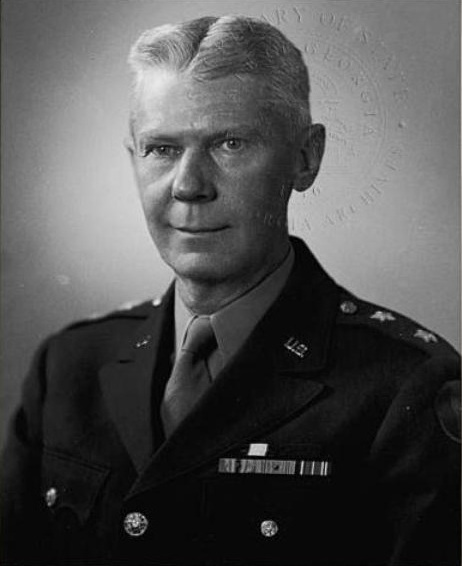
Charles H. Bonesteel Jr.

Charles Hartwell Bonesteel Jr. (* 9. April 1885 in Fort Sidney, Cheyenne County, Nebraska; † 5. Juni 1964 in Washington, D.C.) war ein Generalmajor der United States Army. Er war unter anderem Kommandeur der 5. Infanteriedivision.
Bonesteel war ein Sohn von Major Charles Hartwell Bonesteel Sr. (1851–1902) und dessen Frau Mary Greene (1864–1904). In den Jahren 1904 bis 1908 durchlief er die United States Military Academy in West Point. Nach seiner Graduation wurde er als Leutnant der Infanterie zugeteilt. In der Armee durchlief er anschließend alle Offiziersränge vom Leutnant bis zum Zwei-Sterne-General.
Im Lauf seiner militärischen Karriere absolvierte Bonesteel verschiedene Kurse und Schulungen. Dazu gehörten unter anderem das Command and General Staff College und das United States Army War College.
In seinen jüngeren Jahren absolvierte er den für Offiziere in den niederen Rangstufen üblichen Dienst in unterschiedlichen Einheiten und Standorten. Dazu gehörten auch Aufgaben als Stabsoffizier in verschiedenen Hauptquartieren. Er war in der Zeit vor dem Ersten Weltkrieg unter anderem auf den Philippinen, auf Hawaii und in Texas stationiert.
Während des Ersten Weltkriegs diente er im 55. Infanterieregiment, das damals neu aufgestellt wurde und der 7. Infanteriedivision unterstand. Später war Bonesteel in Newport News im dortigen Ausschiffungshafen stationiert. Zwischen 1919 und 1924 war er als Dozent an der Militärakademie in West Point tätig. In den folgenden Jahren bis 1932 absolvierte er die oben erwähnten Schulen. Zwischenzeitlich gehörte er für vier Jahre dem Stab der Infanterieführung an. Außerdem war er Bataillonskommandeur und dann Stabsoffizier beim 18. Infanterieregiment.
In den Jahren 1932 und 1933 war Charles Bonesteel Dozent und dann Abteilungsleiter für Waffenkunde an der Infantry School. Danach leitete er bis 1936 die Small Arms Firing School in Camp Perry in der Nähe von Port Clinton in Ohio. Danach kommandierte er zwischen dem 14. September 1936 und dem 12. Mai 1938 das 1. Bataillon des 2. Infanterieregiments. Anschließend erhielt er das Kommando über das 19. Infanterieregiment, das er zwischen dem 13. Mai 1938 und dem 17. Mai 1940 innehatte. Es folgte eine Versetzung zur 6. Corps Area, wo er bis Oktober 1940 als Stabschef amtierte. Zwischen dem 10. Oktober 1940 und 26. Juli 1941 bekleidete er dieses Amt.
Im Juli und August 1941 kommandierte Charles Bonesteel für einige Wochen die 5. Infanteriedivision, die damals an umfangreichen Manövern im Vorfeld des Zweiten Weltkriegs teilnahm.  Ab dem 5. September 1941 bis zum 19. Juni 1943 kommandierte er das Iceland Base Command im damaligen Königreich Island. In diese Zeit fiel der amerikanische Eintritt in den Zweiten Weltkrieg. Das Kommando in Island war strategisch wichtig und stellte einen frühen amerikanischen Vorposten im Krieg gegen Nazi-Deutschland dar. Für einige Zeit gehörte auch die früher von Bonesteel kommandierte 5. Infanteriedivision zu diesem Kommando.
Nach dem Ende seines Kommandos auf Island wurde Bonesteel nach Fort Benning, dem heutigen Fort Moore, in Georgia versetzt, wo er zwischen Juni 1943 und Juli 1944 die dort ansässige Infantry School leitete. Anschließend kommandierte er bis November 1944 das Western Defense Command des US-Heeres, dessen Hauptquartier sich im Presidio in San Francisco befand. Im November 1944 wurde er für einen Monat zum Stab der 12th Army Group versetzt, die auf dem europäischen Kriegsschauplatz eingesetzt war. Danach leitete er bis Mai 1945 die Stabsabteilung G1 im Alliierten Hauptquartier in Versailles. Es folgte eine Verwendung als Generalinspekteur der amerikanischen Bodentruppen in Europa. Diese Position bekleidete er bis Ende August 1945. Zwischen September 1945 und September 1946 gehörte Bonesteel dem Stab des Kriegsministeriums an. Dort leitete er die für Personalfragen zuständige Abteilung (Chairman of the War Department Manpower Board). Zum 1. März 1947 schied er aus dem aktiven Militärdienst aus.
Der mit Caroline Standish Mead Hudson (1885–1965) verheiratete Offizier starb am 5. Juni 1964 in einem Krankenhaus in Washington, D.C. und wurde auf dem amerikanischen Nationalfriedhof Arlington beigesetzt. Sein Sohn Charles H. Bonesteel III (1909–1977) brachte es im US-Heer bis zum Vier-Sterne-General.

## Orden und Auszeichnungen
Charles Bonesteel erhielt im Lauf seiner militärischen Laufbahn unter anderem folgende Auszeichnungen:
- Army Distinguished Service Medal
- Legion of Merit
- Bronze Star Medal
- Honorary Companion des Order of the Bath (Großbritannien)
- Orden der Ehrenlegion (Frankreich)